# Kiki Omeili

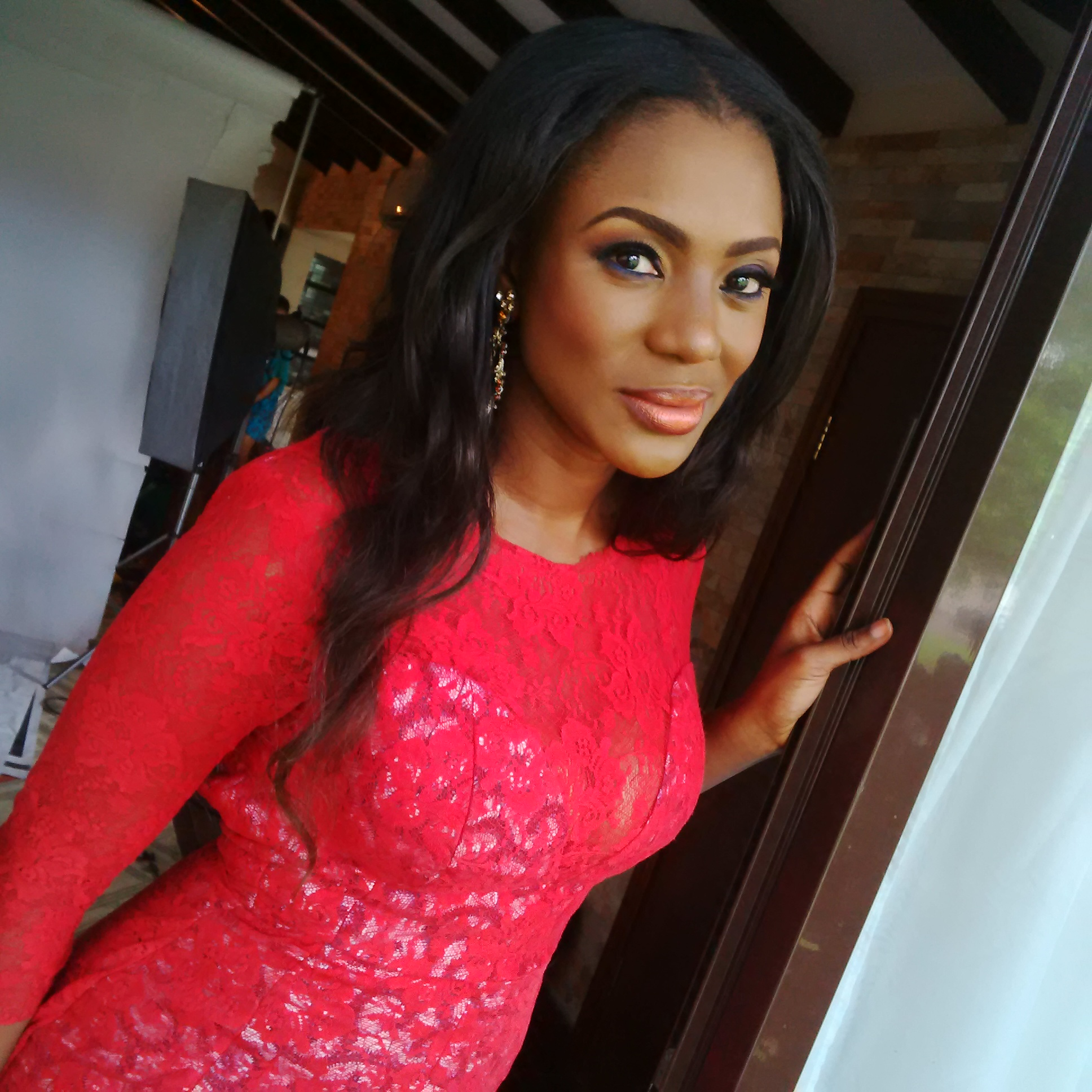
Omeili (2014)

Nkiruka 'Kiki' Omeili là tên của một ca sĩ người Nigeria. Bà được nhiều người biết đến với vai diễn Lovette trong loạt phim truyền hình Lekki Wives. Ngoài ra, bà còn được biết đến với sự xuất hiện lần đầu trong phim điện ảnh với vai Titi Haastrup trong bộ phim Married but Living Single vào năm 2012, cùng với sự góp mặt của các diễn viên người Nigeria khác là Funke Akindele, Joseph Benjamin và Joke Silva.

## Lí lịch
Bà sinh ra ở bang Lagos, là người con thứ 2 trong gia đình 4 anh chị em. Bà là con của ông Charles Omeili và bà Maureen Omeili. Bà là người dân tộc Igbo ở Nimo, bang Anambra. Cha bà là giám đốc của ngân hàng FirstBank Nigeria và nghỉ hưu với vị trí tổng giám đốc. Còn mẹ bà là một người quản lí trại giam ở Ibadan, bang Oyo. Trong suốt thời gian học tiểu học và trung học, bà đã tham gia nhiều vở kịch tại trường và đến khi học đại học, bà vẫn tiếp tục việc này. Bên cạnh đó, bà còn tham gia nhóm kịch nghệ và tham gia nhiều cuộc thi kịch nghệ. Năm 2006, bà tốt nghiệp đại học với bằng y ở trường đại học y dược và đại học Lagos.

## Sự nghiệp
Năm 2011, bà Kiki Omeili thử vai và nhận được vai Debbie trong loạt phim truyền hình Behind the Smile.
Một năm sau, bà và đạo diễn của loạt phim này là Tunde Olaoye hợp tác với nhau để tạo ra bộ phim Mariied but Living Single. Ngoài ra, bà còn xuất hiện trong nhiều loạt phim truyền hình như The Valley Between, NESREA Watch, Lekki Wives và Gidi Culture.
Mặt khác, bà là người trong ban tổ chức của chương trình truyền hình thực tế về đề tài nhảy múa tên là Dance 234. Bên cạnh đó, bà còn đảm nhiệm mục sức khỏe của chương trình phát thanh buổi sáng thứ bảy tên là "Balancing Life" của Smooth FM. Ngoài ra, bà còn viết rất nhiều blog.
Đầu năm 2016, bà đóng vai Joke trong một bộ phim tên là Couple of Days. Tháng 5 cùng năm, bà và Paul Utomi góp mặt vào một bộ phim ngắn tên là Iterum, và nó được công chiếu tại liên hoan phim thường niên Cannes lần thứ 69 tại Paris, Pháp.
Ngoài ra, bà còn ở trong dự án Pink Blue (tạm dịch: Dự án Hồng Xanh). Bà đã nâng cao nhận thức về bệnh ung thư qua các phương tiện truyền thông đại chúng và ở một số sự kiện, giúp đỡ tổ chức phi lợi nhuận này trong việc gây quỹ.

## Phim ảnh
| Năm  | Tên phim                   | Vai diễn         | Đạo diễn             | Ghi chú                                                                          |
| ---- | -------------------------- | ---------------- | -------------------- | -------------------------------------------------------------------------------- |
| 2011 | Behind the Smile           | Debbie           | Tunde Olaoye         | Vai chính/Loạt phim truyền hình                                                  |
| 2011 | Nowhere to be Found        | Dr. Grace        | Niji Akanni          | Loạt phim truyền hình                                                            |
| 2011 | Footprints                 | Edna             | Jerry Isichei        | Loạt phim truyền hình                                                            |
| 2012 | Married but Living Single  | Titi Haastrup    | Tunde Olaoye         | Phim truyện                                                                      |
| 2012 | NESREA Watch               | Mrs. Irabor      | Paul Adams           | Truyền hình chính kịch/Tài liệu                                                  |
| 2012 | Binding Duty               | Njide            | Ihria Enakimio       | Truyền hình chính kịch/Tài liệu                                                  |
| 2012 | The Valley Between         | Nikki            | Tunji Bamishigbin    | Loạt phim truyền hình                                                            |
| 2012 | Gidi Culture               | Mariam           | Tunde Anjorin        | Loạt phim                                                                        |
| 2012 | A Mother's Fight           | Uru              | Flo Smith            | Phim ngắn sản xuất bởi Uche Jombo                                                |
| 2012 | Lekki Wives                | Lovette          | Blessing Effiom Egbe | Vai chính/Loạt phim                                                              |
| 2013 | Kpians: The Feast of Souls | Kiki Ofili       | Stanlee Ohikhuare    | Phim kinh dị có sự góp mặt của Ashionye Ugboh-Raccah                             |
| 2013 | Consenting Adults          | Seun             | Soji Ogunnaike       | Phim truyện; có sự góp mặt của Nomoreloss                                        |
| 2013 | 24/7                       | Barrister Ekanem | Efetobore Ayeteni    | Phim truyện có sự góp mặt của IK Osakioduwa, Eku Edewor and Wole Ojo             |
| 2013 | Oblivious                  | Lucy             | Stanlee Ohikhuare    | Phim truyện                                                                      |
| 2013 | Lekki Wives (Phần 2)       | Lovette          | Blessing Effiom Egbe | Vai chính/Loạt phim truyền hình                                                  |
| 2013 | Sting                      | Ada              | Stanlee Ohikhuare    | Phim truyện                                                                      |
| 2013 | The Glass House            | Ese              | Jerry Isichei        | Phim truyện                                                                      |
| 2014 | The Antique                | Isoken           | Darasen Richards     | Phim truyện có sự góp mặt của Olu Jacobs, Bimbo Akintola and Judith Audu         |
| 2014 | Same Difference            | Nonye            | Ehizojie Ojesebholo  | Phim truyện có sự góp mặt của Ricardo Agbor and Daniel K Daniel                  |
| 2014 | A Dead End                 | Biola            | Ehizojie Ojesebholo  | Phim truyện có sự góp mặt của Barbara Sokky, Seun Akindele and Uche Anyamele     |
| 2014 | Next Door to Happiness     | Tinuke           | Uzodimma Okpechi     | Phim truyện có sự góp mặt của Frederick Leonard                                  |
| 2014 | A Place Called Happy       | Teni             | LowlaDee             | Phim truyện có sự góp mặt của Blossom Chukwujekwu                                |
| 2014 | Friends and Lovers         | Jenny            | Yemi Morafa          | Phim truyện có sự góp mặt của Deyemi Okanlawon                                   |
| 2014 | +234                       | Sandra Lawson    | Soji Ogunnaike       | Drama Loạt phim có sự góp mặt của Tosyn Bucknor, Tope Tedela and Anthony Monjaro |
| 2015 | Gbomo Gbomo Express        | Blessing         | Walter Taylour       | Phim truyện - có sự góp mặt của Ramsey Nouah                                     |
| 2015 | Jimi Bendel                | T-boy            | Ehizojie Ojesebholo  | Hài-hành động                                                                    |
| 2016 | Fast Cash                  | -                | Okey Zubelu Okoh     | Phim truyện - có sự góp mặt của Mary Lazarus, Oma Nnadi, Funnybone               |
| 2016 | Iterum                     | Ireti            | Stanlee Ohikhuare    | Phim ngắn                                                                        |
| 2016 | Fast Cash                  |                  | Okey Zubelu          | Phim truyện                                                                      |
| 2016 | Blame It on Me             | -                | Ikechukwu Onyeka     | Phim truyện                                                                      |
| 2016 | The Happyness Limited      | -                | Imoh Umoren          | Phim truyện                                                                      |
| 2016 | This Thing Called Marriage | -                | Blessing Egbe        | Phim truyện                                                                      |
| 2016 | Moth To A Flame            | Joan             | One Soul             | Phim truyện - Femi Jacobs, Shaffy Bello, Paul Utomi                              |
| 2017 | Echoes of Silence          | -                | Okey Ifeanyi         | Phim truyện                                                                      |
| 2017 | Low lives and High Hopes   | -                | Frankie Ogar         | Phim truyện                                                                      |
| 2017 | Light in the Dark          | -                | Ekenem Ekwunye       | Phim truyện                                                                      |
| 2017 | What Lies Within           | Miss Dimeji      | Vanessa Nzediegwu    | Phim truyện có sự góp mặt của Michelle Dede, Tope Tedela, Paul Utomi             |